# Paramacrotoma dimidiaticornis
Paramacrotoma dimidiaticornis är en skalbaggsart som först beskrevs av Waterhouse 1884.  Paramacrotoma dimidiaticornis ingår i släktet Paramacrotoma och familjen långhorningar.
Artens utbredningsområde är Moçambique. Inga underarter finns listade i Catalogue of Life.